# Грейг, Джон
Джон Грейг (англ. John Greig; родился 11 сентября 1942 года в Эдинбурге) — шотландский футболист, который провёл всю карьеру в клубе «Рейнджерс» из Глазго: сначала как игрок, а затем как главный тренер.

## Клубная карьера
Грейг был решительным, мощным защитником. Он провёл 755 официальных матчей за «Глазго Рейнджерс»: 498 игры в чемпионате, 72 в Кубке Шотландии, 121 в Кубке шотландской лиги (рекорд клуба), а также 64 матча в Кубке европейских чемпионов. В общей сложности он забил 120 голов за клуб и выиграл три домашних «требла» (чемпионат и оба национальных кубка в одном сезоне).
Грейг был капитаном «Рейнджерс», которые выиграли Кубок обладателей кубков 1972 года, победив в финальном матче московское «Динамо» со счётом 3:2 в Барселоне. Хотя карьера Грейга была очень успешной, период его капитанства в клубе совпал с триумфальным периодом главных конкурентов «Рейнджерс», «Селтика», с конца 1960-х до середины 1970-х годов. Стойкость Грейга в этот период ещё более укрепила его репутацию одного из величайших капитанов в истории «Рейнджерс». 15 ноября 1977 года Грейг стал обладателем Ордена Британской империи (MBE).

## Карьера в сборной
С 1964 по 1971 годы Грейг провёл 44 матча за сборную Шотландии, из них 15 раз — в качестве капитана. Одним из лучших моментов в его карьере за сборную был гол в ворота сборной Италии, забитый на последних минутах встречи на «Хэмпден Парк» 9 ноября 1965 года, благодаря которому Шотландия выиграла со счётом 1:0.

#### Голы за сборную
Голы и результаты сборной Шотландии указаны первыми.
| # | Дата           | Стадион                                   | Соперник  | Счёт | Итог матча | Турнир                      |
| - | -------------- | ----------------------------------------- | --------- | ---- | ---------- | --------------------------- |
| 1 | 27 мая 1965    | Олимпийский стадион, Хельсинки, Финляндия | Финляндия | 2:1  | 2:1        | Отборочный турнир ЧМ-1966   |
| 2 | 9 ноября 1965  | Хэмпден Парк, Глазго, Шотландия           | Италия    | 1:0  | 1:0        | Отборочный турнир ЧМ-1966   |
| 3 | 24 ноября 1965 | Хэмпден Парк, Глазго, Шотландия           | Уэльс     | 4:1  | 4:1        | Домашний чемпионат Британии |

## Тренерская карьера
Грейг завершил карьеру игрока в 1978 году, и сразу после этого был назначен главным тренером клуба, заменив на этом посту Джока Уоллеса. В качестве тренера «Рейнджерс» он не добился больших успехов. Под его руководством клуб так и не смог выиграть чемпионат. Однако были эпизодические успехи: в первом сезоне под руководством Грейга «Рейнджерс» дошёл до четвертьфинала Кубка европейских чемпионов 1978/79, обыграв чемпионов Италии «Ювентус» и став первым клубом, добившимся победы в европейских кубках на домашнем стадионе «ПСВ Эйндховен» «Филипс», после чего вылетел из турнира, проиграв немецкому «Кёльну». В домашних кубках клуб выступал более успешно, выиграв два Кубка Шотландии и два Кубка шотландской лиги. Кроме того, Грейг купил футболиста, впоследствии ставшего лучшим бомбардиром в истории клуба — Алли Маккойста из английского «Сандерленда». Однако, успехи клубы были эпизодическими, поэтому Грейг, оказавшийся под сильным давлением со стороны болельщиков, руководства клуба и шотландской прессы, был вынужден подать в отставку в октябре 1983 года. На его место вернулся бывший тренер клуба Джок Уоллес.

## После завершения тренерской карьеры
После ухода из «Рейнджерс» Грейг работал комментатором на BBC Radio Scotland и телеканале BBC. В 1990 году он вернулся в «Рейнджерс» в штаб по связям с общественностью. Дик Адвокат, главный тренер клуба в 1998—2001 годах, перевёл Грейга в тренерский штаб команды, где он начал работать тренером молодёжного состава. В 2003 году он вошёл в совет директоров «Рейнджерс». В 1999 году по результатам опроса болельщиков клуба Грейг был признан «Величайшим Рейнджером в истории», а также был включён в Зал славы футбольного клуба «Рейнджерс».
В июне 2008 года он был награждён знаком почёта Университета Глазго вместе с легендарным игроком «Селтика» Билли Макниллом.

## Статистика выступлений
| Клуб             | Сезон            | Лига | Лига | Национальные кубки | Национальные кубки | Национальные кубки | Национальные кубки | Еврокубки | Еврокубки | Прочие | Прочие | Итого | Итого | Товарищеские матчи | Товарищеские матчи | Всего | Всего |
| Клуб             | Сезон            | Лига | Лига | Кубок              | Кубок              | Кубок лиги         | Кубок лиги         | Еврокубки | Еврокубки | Прочие | Прочие | Итого | Итого | Товарищеские матчи | Товарищеские матчи | Всего | Всего |
| Клуб             | Сезон            | Игры | Голы | Игры               | Голы               | Игры               | Голы               | Игры      | Голы      | Игры   | Голы   | Игры  | Голы  | Игры               | Голы               | Игры  | Голы  |
| ---------------- | ---------------- | ---- | ---- | ------------------ | ------------------ | ------------------ | ------------------ | --------- | --------- | ------ | ------ | ----- | ----- | ------------------ | ------------------ | ----- | ----- |
| Рейнджерс        | 1961/62          | 11   | 7    | 1                  | 0                  | 2                  | 1                  | 1         | 0         | 1      | 0      | 16    | 8     | 3                  | 0                  | 19    | 8     |
| Рейнджерс        | 1962/63          | 27   | 5    | 7                  | 0                  | 5                  | 5                  | 2         | 0         | 2      | 0      | 43    | 10    | 2                  | 0                  | 45    | 10    |
| Рейнджерс        | 1963/64          | 34   | 4    | 6                  | 2                  | 10                 | 0                  | 2         | 0         | 1      | 0      | 53    | 6     | 2                  | 1                  | 55    | 7     |
| Рейнджерс        | 1964/65          | 34   | 4    | 3                  | 0                  | 7                  | 0                  | 7         | 1         | 1      | 0      | 52    | 5     | 0                  | 0                  | 52    | 5     |
| Рейнджерс        | 1965/66          | 32   | 7    | 7                  | 0                  | 10                 | 1                  | 0         | 0         | 1      | 0      | 50    | 8     | 3                  | 0                  | 53    | 8     |
| Рейнджерс        | 1966/67          | 32   | 2    | 1                  | 0                  | 8                  | 1                  | 9         | 0         | 1      | 0      | 51    | 3     | 5                  | 0                  | 56    | 3     |
| Рейнджерс        | 1967/68          | 32   | 11   | 4                  | 2                  | 6                  | 0                  | 6         | 1         | 0      | 0      | 48    | 14    | 7                  | 4                  | 55    | 18    |
| Рейнджерс        | 1968/69          | 33   | 6    | 5                  | 1                  | 6                  | 0                  | 9         | 2         | 2      | 1      | 55    | 10    | 5                  | 1                  | 60    | 11    |
| Рейнджерс        | 1969/70          | 30   | 7    | 3                  | 2                  | 6                  | 0                  | 4         | 0         | 3      | 3      | 46    | 12    | 3                  | 1                  | 49    | 13    |
| Рейнджерс        | 1970/71          | 26   | 8    | 7                  | 0                  | 8                  | 1                  | 2         | 0         | 2      | 0      | 45    | 9     | 3                  | 0                  | 48    | 9     |
| Рейнджерс        | 1971/72          | 28   | 8    | 6                  | 1                  | 6                  | 0                  | 8         | 0         | 0      | 0      | 48    | 9     | 9                  | 2                  | 57    | 11    |
| Рейнджерс        | 1972/73          | 30   | 7    | 6                  | 0                  | 10                 | 3                  | 0         | 0         | 4      | 0      | 50    | 10    | 3                  | 1                  | 53    | 11    |
| Рейнджерс        | 1973/74          | 32   | 6    | 1                  | 0                  | 10                 | 2                  | 4         | 2         | 2      | 0      | 49    | 10    | 5                  | 1                  | 54    | 11    |
| Рейнджерс        | 1974/75          | 22   | 1    | 0                  | 0                  | 1                  | 0                  | 0         | 0         | 4      | 0      | 27    | 1     | 10                 | 2                  | 37    | 3     |
| Рейнджерс        | 1975/76          | 36   | 2    | 5                  | 0                  | 10                 | 1                  | 4         | 0         | 3      | 0      | 58    | 3     | 7                  | 0                  | 65    | 3     |
| Рейнджерс        | 1976/77          | 30   | 0    | 5                  | 0                  | 11                 | 1                  | 2         | 0         | 2      | 0      | 50    | 1     | 5                  | 1                  | 55    | 2     |
| Рейнджерс        | 1977/78          | 29   | 2    | 5                  | 1                  | 5                  | 1                  | 2         | 1         | 3      | 0      | 44    | 5     | 3                  | 3                  | 47    | 8     |
| Всего за карьеру | Всего за карьеру | 498  | 87   | 72                 | 9                  | 121                | 17                 | 62        | 7         | 32     | 4      | 785   | 124   | 75                 | 17                 | 860   | 141   |

## Достижения
В качестве игрока:
- Победитель Кубка обладателей кубков: 1972
- Чемпион Шотландии (5): 1963, 1964, 1975 1976, 1978
- Обладатель Кубка Шотландии (6): 1962, 1963, 1964, 1966, 1973, 1976, 1978
- Обладатель Кубка шотландской лиги (4): 1964, 1965, 1976, 1978
- Футболист года в Шотландии по версии журналистов (2): 1966, 1976

В качестве тренера:
- Обладатель Кубка Шотландии (2): 1979, 1981
- Обладатель Кубка шотландской лиги (2): 1979, 1982